# Canace
Canace (лат.) — род двукрылых насекомых семейства Canacidae из подотряда короткоусых (Brachycera). Палеарктика и Афротропика. Название сходно с именем американского рода Canacea из трибы Dynomiellini.

## Описание
Мухи очень мелких размеров; имеют длину тела менее 5 мм. От близких групп отличаются следующими признаками: на голове 3 латероклинатных лобно-глазничных щетинки, катепистернальная щетинка отсутствует; церкус самки с 1 крупной, апикальной, шиповидной щетинкой.

## Классификация
- Canace actites (Mathis, 1982)[2][3]
- Canace nasica (Haliday, 1839)[2]
- Canace ophiusae Munari & Almeida, 2014[4]
- Canace rossii (Canzoneri, 1982)[2][5]
- Canace salonitana (Strobl, 1900)[2]
- Canace zvuv (Mathis & Freidberg, 1991)[2][6]

## Распространение
Распространение ограничено Палеарктикой и Афротропикой.